# Courchamps (Maine y Loira)
 Courchamps  es una población y comuna francesa, en la región de Países del Loira, departamento de Maine y Loira, en el distrito de Saumur y cantón de Montreuil-Bellay.

## Demografía
| 370 | 361 | 340 | 368 | 426 | 430 |
| Para los censos de 1962 a 1999 la población legal corresponde a la población sin duplicidades (Fuente: INSEE [Consultar]) |     |     |     |     |     |